# Dangers on a Train
Dangers on a Train é o vigésimo segundo e último episódio da vigésima quarta temporada do seriado de animação de comédia de situação The Simpsons, emitido originalmente em 19 de maio de 2013.

## Enredo
Marge se depara com um site para mulheres casadas para organizar assuntos (depois de confundi-lo com um site dedicado aos cupcakes) e encontra um homem chamado Ben, que se apaixona por ela. Enquanto isso, Homer leva para casa um trem a vapor que pertencia ao shopping de Springfield, e se une ao Reverendo Lovejoy, Moe, Lenny, Carl, e Larry para consertá-lo como presente para seu aniversário de casamento.

## Recepção
Robert David Sullivan, do The A.V. Club, deu ao episódio uma nota C+, dizendo que "[...] o episódio têm uma das mais doces e simples reconciliações de Homer e Marge."

### Audiência
Em sua exibição original, o episódio foi assistido por 4,56 milhões de espectadores, recebendo 2.1 pontos de audiência na demográfica 18-49, segundo ao Nielsen. Foi o segundo show mais assistido da FOX naquela noite.